# Hull City Association Football Club
Maillots
Actualités
Hull City Association Football Club est un club anglais de football fondé en 1904 et basé dans la ville de Kingston upon Hull.   
Le club évolue lors de la saison 2008-2009 en Premier League, pour la première fois de son histoire, à la suite de sa victoire lors des barrages de la Football League Championship en 2007-2008 (1-0 face à Bristol City). La saison 2009-2010 fut beaucoup moins glorieuse que la précédente pour les Tigers. Outre le licenciement de l'emblématique manager Phil Brown en cours de saison, lui qui avait grandement participé à la montée du club en Premier League en 2008, Hull City et son remplaçant Iain Dowie, n'ont pu empêcher la relégation en Championship pour la saison 2010-2011, en se classant 19e, devant Portsmouth mais surtout derrière Burnley et West Ham classés respectivement 18e et 17e. Le club anglais a participé à la première séance de tirs au but en Angleterre, c'était contre Manchester United   
Le club évolue depuis la saison 2021-2022 en EFL Championship (deuxième division anglaise).

## Histoire
Le Hull City Association Football Club est créé en juin 1904 ; de précédentes tentatives se sont avérées difficiles à cause de la prédominance du rugby à Kingston upon Hull, avec les clubs de Hull FC et les Hull Kingston Rovers.

### Montée en deuxième division, puis déclin
Après plusieurs saisons au troisième échelon du championnat anglais, Hull City est promu en deuxième division en 1985 sous l'impulsion du joueur-entraîneur Brian Horton (en). Après une très belle première saison (6e), le club amorce une lente descente, finissant respectivement 14e, 15e, puis 21e. Après un sursaut en 1990 (14e), le club est relégué en troisième division en 1991 après avoir terminé à la dernière place. En grosse difficulté sur le plan financier, Hull City bascule en quatrième division (Third Division) en 1996. Le club est alors repris par l'ancien tennisman David Lloyd, mais continue sa chute, se battant toute la saison contre la relégation en Conference (cinquième division). 

#### The Great Escape
La saison 1998-1999 est surnommée « The Great Escape » auprès des supporters des Tigers : à la fin du mois de décembre, Hull est bon dernier de quatrième division, avec 17 défaites en 24 matches, ce qui coûte sa place à l'entraîneur Mark Hateley au mois de novembre. La Conference leur tend les bras, et le club, en manque de liquidités confie les clés de son équipe à Warren Joyce (en), dans un rôle de joueur-entraîneur. À partir de janvier 1999, Hull City empile les bons résultats, avec 10 victoires et 8 nuls lors des 22 derniers matches. Les Tigers battent notamment le champion, Brentford (2-0), les barragistes Rotherham (1-0) et Leyton Orient (2-1), et accrochent le promu Cardiff dans son stade (1-1). Le club se sauve et envoie Scarborough en Conference.

### Reprise du club et remontée
Hull City demeure dans une situation extra-sportive compliquée, ce qui ne l'empêche pas sportivement de se mêler à la lutte pour la montée. Le club échoue à remonter lors des playoffs 2000-2001, éliminé par Leyton Orient. Dans la foulée, un groupe d’investisseurs emmenés par Adam Pearson, alors directeur commercial de Leeds United, reprend les Tigers, et stabilise la situation financière. 
Sous son impulsion, le club se reconstruit petit à petit, et termine la saison 2003-2004 à la deuxième place, montant en League One (troisième division). Dans la foulée, Hull City enchaîne avec une deuxième promotion consécutive, terminant la saison de League One 2004-2005 à la deuxième place, juste derrière Luton Town. Les saisons suivantes en Championship (deuxième division) sont mouvementées, et Hull City voit passer plusieurs entraîneurs, qui parviennent à maintenir les Tigers. En juin 2007, Adam Pearson quitte le club, après « l'avoir mené aussi haut qu'il le pouvait », et revend ses parts à un consortium mené par l'homme d'affaires Paul Duffen (en). 
En 2008, Hull City termine la saison à la troisième place, remporte la demi-finale des playoffs contre Watford (2-0, 4-1), puis la finale contre Bristol City (1-0). Après 104 ans, les Tigers découvrent donc la Premier League. L'ascension de la quatrième division à la première division en seulement cinq saisons, est la troisième la plus rapide de l'histoire du football britannique, après Swansea (1977-1981) et Wimbledon (1982-1986).

### Un bref passage en Premier League
Hull fait partie des favoris à la relégation, mais tempère ce statut en remportant son premier match en Premier League face à Fulham (2-1) . Avec une seule défaite dans leurs neuf matchs d'ouverture, des victoires à l'extérieur contre Arsenal et Tottenham, Hull City se trouve même temporairement co-leader de la Premier League, à la suite d'une victoire 3-0 contre West Bromwich Albion. Le contrecoup est difficile pour les promus, qui enchaînent les contre-performances, et finissent la saison à la 17e, se sauvant de justesse (un point d'avance sur Newcastle, premier relégué). 
La saison suivante, le 29 octobre 2009, le président Paul Duffen démissionne de son poste, ce qui marque le retour d'Adam Pearson le 2 novembre 2009. Le 15 mars 2010, l'entraîneur Phil Brown est remercié après une série de quatre défaites qui plonge Hull dans la zone de relégation. Le remplaçant de Brown est l'ancien joueur et entraîneur de Crystal Palace Iain Dowie, une nomination mal accueillie par les supporters, qui espéraient voir un « grand nom » à la tête de l'équipe. Le club ne parvient cependant pas à redresser la barre, et la relégation de Hull City est confirmé le 3 mai 2010, après un match nul 2-2 à Wigan Athletic. Le contrat de Iain Dowie est résilié, et Nigel Pearson est nommé comme nouvel entraîneur.

### Retour en Championship
La saison 2010-2011 est moyenne, l'équipe finissant 11e, mais Hull bat le record du club de 14 matches à l'extérieur sans défaite, détenu depuis plus de 50 ans. Lors de la dernière journée du championnat, Bristol City brise la série (3-0), à la 17e rencontre.
Le 15 novembre 2011, Nigel Pearson quitte le club pour retourner à Leicester. Nick Barmby est nommé successeur, mais est limogé en mai 2012 après avoir critiqué publiquement les propriétaires du club dans une interview accordée à un journal local. Hull finira la saison huitième, et n'accède pas aux barrages pour la montée.
Le 8 juin 2012, Steve Bruce est nommé à la tête de l'équipe avec un contrat de trois ans. Pour sa première saison, il fait remonter les Tigres en Premier League, en finissant deuxième du championnat.

### Remontée en PL et Ligue Europa
Lors de la saison 2013-2014, Hull se maintient sans difficultés, et réalise même l'exploit de se qualifier pour la finale de la FA Cup après une victoire contre Sheffield United (5-3) en demi-finale. La finale de FA Cup les oppose à Arsenal, et voit Hull mener rapidement 2-0. Les Gunners se réveillent ensuite, et parviennent à accrocher la prolongation, où ils prennent le dessus grâce à un but d’Aaron Ramsey (3-2). Malgré cette défaite, Hull obtient sa qualification pour sa première coupe d'Europe. Les Tigres joueront donc le troisième tour de qualification à la Ligue Europa.
Le 31 juillet 2014, Hull fait ses débuts dans la compétition européenne, au troisième tour de qualification de la Ligue Europa. La première rencontre les oppose aux Slovaques du FK Trencin, et Hull y obtient un nul (0-0). Le retour marque un premier succès (2-1), et une qualification pour le tour suivant. Le quatrième tour les mets aux prises avec le SK Lokeren (Belgique). Battus au match aller sur une erreur de MacGregor mise à profit par Hans Vanaken (1-0), les Tigers remportent le retour sur le score de 2-1. À la suite de la règle du but à l'extérieur, le parcours européen de Hull City s'arrête là. En mars 2015, Steve Bruce signe un nouveau contrat de trois ans avec le club, mais ne peut éviter une nouvelle relégation à l'issue de la saison 2014-2015 (18e). Depuis cette saison, il manque Hull en Premier League.
Le retour à l'étage inférieur est cependant de courte durée. Hull City finit la saison à la troisième place de Championship (à égalité avec Brighton), et se qualifie pour les playoffs. Les Tigers disposent ensuite de Derby County (3-0, 0-2) et remportent la finale contre Sheffield Wednesday (1-0), retrouvant la Premier League pour la troisième fois. En juillet 2016, Steve Bruce démissionne de son poste et n'accompagne pas Hull en Premier League. Il déclare à la presse quelques jours plus tard qu'il n'était pas satisfait par l'inactivité du club sur le marché des transferts. Mike Phelan prend le relais comme intérimaire, puis est confirmé à son poste en octobre. Malgré un bon début de saison,les Tigers vont sombrer et se retrouver très souvent en position de relégable. En janvier 2017, la direction nomme Marco Silva comme entraîneur, mais il ne peut empêcher une nouvelle relégation (18e), et démissionne à la fin de la saison.

### Descente aux enfers
La saison 2017-2018 de Hull commence donc en Championship avec un nouvel entraîneur, Leonid Sloutski, nommé en juin 2017. Devant l'absence de bons résultats, le technicien russe et le club mettent un terme à leur collaboration en décembre 2017. Nigel Adkins est nommé en remplacement peu de temps après, et conduit les Tigers à la 18e place. La saison suivante est également décevante, le club figurant parmi les relégables à la mi-saison, mais parvient à se redresser pour finir à la 13e place. Adkins démissionne à la fin de la saison 2018-19 et est remplacé par Grant McCann. 
La saison 2019-2020 est catastrophique pour Hull City. Elle commence pourtant relativement bien, avec une neuvième place au début 2020. Mais le club sombre en janvier, avec un bilan de 2 sur 36, qui précipite les Tigers dans le fond du classement lorsque le championnat est interrompu à la suite de la crise du Covid-19. Le départ du joueur vedette Jarrod Bowen (West Ham) n'y est sans doute pas étranger. La reprise du championnat en juin n'est pas meilleure, avec une défaite à domicile contre Charlton (0-1) qui place le club en position de relégable pour la première fois de la saison. Malgré un sursaut contre Middlesbrough (2-1), Hull City s'enfonce irrémédiablement, et ramasse même un cinglant 8-0 en déplacement à Wigan le 14 juillet 2020, avant de perdre un match capital contre Luton Town (0-1), qui lui abandonne la lanterne rouge. Dernier à l'aube de la dernière journée, Hull City perd lourdement à Cardiff (3-0) et bascule en League One en compagnie de Wigan (sanctionné de 12 points) et de Charlton.

### Logos

Ancien logo
Logo de 2014 à 2014
Logo de 2014 à 2019
Logo depuis 2019

## Palmarès et records
Le tableau suivant liste le palmarès de Hull City dans les différentes compétitions officielles au niveau national et international.
| Championnats nationaux | Coupes nationales |
| - Championnat d'Angleterre : - Meilleur classement : 16e en 2014 - Championnat d'Angleterre de deuxième division : - Vice-champion : 2013 - Vainqueur des play-offs : 2008 et 2016 - Championnat d'Angleterre de troisième division (2) : - Champion : 1966 et 2021. - Vice-champion : 1959 et 2005 - Vainqueur des play-offs : 2008 - Championnat d'Angleterre de quatrième division : - Vice-champion : 1983 et 2004 | - Coupe d'Angleterre : - Finaliste : 2014 - Coupe de la Ligue : - Demi-finaliste : 2017 - Football League Trophy : - Finaliste : 1984 |

## Joueurs et personnalités du club

### Entraîneurs
Le tableau suivant présente la liste des entraîneurs du club depuis 1904.
| Rang | Nom              | Période   |
| ---- | ---------------- | --------- |
| 1    | James Ramster    | 1904-1905 |
| 2    | Ambrose Langley  | 1905-1913 |
| 3    | Harry Chapman    | 1913-1914 |
| 4    | Fred Stringer    | 1914-1916 |
| 5    | David Menzies    | 1916-1921 |
| 6    | Percy Lewis      | 1921-1923 |
| 7    | Billy McCracken  | 1923-1931 |
| 8    | Haydn Green      | 1931-1934 |
| 9    | Jack Hill        | 1934-1936 |
| 10   | David Menzies    | 1936      |
| 11   | Ernest Blackburn | 1936-1946 |
| 12   | Frank Buckley    | 1946-1948 |
| 13   | Raich Carter     | 1948-1951 |
| 14   | Bob Jackson      | 1952-1955 |
| 15   | Bob Brocklebank  | 1955-1961 |

| Rang | Nom            | Période   |
| ---- | -------------- | --------- |
| 16   | Cliff Britton  | 1961-1969 |
| 17   | Terry Neill    | 1970-1974 |
| 18   | John Kaye      | 1974-1977 |
| 19   | Bobby Collins  | 1977-1978 |
| 20   | Ken Houghton   | 1978-1979 |
| 21   | Mike Smith     | 1979-1982 |
| 22   | Bobby Brown    | 1982      |
| 23   | Colin Appleton | 1982-1984 |
| 24   | Brian Horton   | 1984-1988 |
| 25   | Eddie Gray     | 1988-1989 |
| 26   | Colin Appleton | 1989      |
| 27   | Stan Ternent   | 1989-1991 |
| 28   | Terry Dolan    | 1991-1997 |
| 29   | Mark Hateley   | 1997-1998 |
| 30   | Warren Joyce   | 1998-2000 |

| Rang | Nom            | Période   |
| ---- | -------------- | --------- |
| 31   | Billy Russell  | 2000      |
| 32   | Brian Little   | 2000-2002 |
| 33   | Billy Russell  | 2002      |
| 34   | Jan Mølby      | 2002      |
| 35   | Billy Russell  | 2002      |
| 36   | Peter Taylor   | 2002-2006 |
| 37   | Phil Parkinson | 2006      |
| 38   | Phil Brown     | 2006-2010 |
| 39   | Iain Dowie     | 2010      |
| 40   | Nigel Pearson  | 2010-2011 |
| 41   | Nick Barmby    | 2011-2012 |
| 42   | Steve Bruce    | 2012-2016 |
| 43   | Mike Phelan    | 2016-2017 |
| 44   | Marco Silva    | 2017      |
| 45   | Leonid Slutsky | 2017      |

| Rang | Nom             | Période   |
| ---- | --------------- | --------- |
| 46   | Nigel Adkins    | 2017-2019 |
| 47   | Grant McCann    | 2019-2022 |
| 48   | Shota Arveladze | 2022      |
| 49   | Liam Rosenior   | 2022-2024 |

### Effectif actuel (2024-2025)
le 9 août 2025
| N° | Nat.                    | Poste | Nom du joueur                          |
| -- | ----------------------- | ----- | -------------------------------------- |
| 1  | Drapeau de la Croatie   | G     | Ivor Pandur                            |
| 2  | Drapeau de l'Angleterre | D     | Lewie Coyle ()                         |
| 3  | Drapeau de l'Angleterre | D     | Ryan Giles                             |
| 4  | Drapeau de l'Angleterre | D     | Charlie Hughes                         |
| 5  | Drapeau de l'Angleterre | M     | John Lundstram (prêté par Trabzonspor) |
| 6  | Drapeau du Nigeria      | D     | Semi Ajayi                             |
| 7  | Drapeau du Canada       | A     | Liam Millar                            |
| 8  | Drapeau de la Belgique  | M     | Eliot Matazo                           |
| 9  | Drapeau de l'Écosse     | A     | Oli McBurnie                           |
| 10 | Drapeau de l'Algérie    | A     | Bachir Belloumi                        |
| 12 | Drapeau de l'Angleterre | G     | Dillon Phillips                        |
| 14 | Drapeau de l'Irlande    | M     | Harry Vaughan                          |
| 15 | Drapeau de l'Irlande    | D     | John Egan                              |

| No. | Nat.                    | Position | Nom du joueur                          |
| --- | ----------------------- | -------- | -------------------------------------- |
| 17  | Drapeau de l'Angleterre | A        | Abu Kamara                             |
| 18  | Drapeau de l'Angleterre | D        | Cody Drameh                            |
| 19  | Drapeau de l'Angleterre | A        | Joel Ndala (prêté par Manchester City) |
| 20  | Drapeau de la Colombie  | M        | Gustavo Puerta                         |
| 21  | Drapeau de l'Angleterre | A        | Joe Gelhardt (prêté par Leeds United)  |
| 22  | Drapeau de l'Écosse     | A        | Kyle Joseph                            |
| 23  | Drapeau de l'Angleterre | D        | Akin Famewo                            |
| 25  | Drapeau de l'Angleterre | M        | Matt Crooks                            |
| 27  | Drapeau de l'Angleterre | M        | Regan Slater                           |
| 29  | Drapeau de l'Irlande    | D        | James Furlong                          |
| 39  | Drapeau de la Turquie   | A        | Enis Destan                            |
| 45  | Drapeau de la Jamaïque  | M        | Kasey Palmer                           |
| –   | Drapeau du Maroc        | M        | Reda Laalaoui                          |

#### Prêtés à autres clubs
le 9 août 2025
| N° | Nat.                    | Poste | Nom du joueur                             |
| -- | ----------------------- | ----- | ----------------------------------------- |
| 32 | Drapeau de la France    | G     | Thimothée Lo-Tutala (au Doncaster Rovers) |
| 34 | Drapeau de l'Angleterre | G     | Harvey Cartwright (au Hartlepool United)  |
| –  | Drapeau de l'Angleterre | A     | Mason Burstow (au Bolton Wanderers)       |
| –  | Drapeau de l'Angleterre | D     | Matty Jacob (au Reading)                  |
| –  | Drapeau de la Turquie   | M     | Abdülkadir Ömür (au Antalyaspor)          |

### Joueurs emblématiques
Joueur de l'année
| Année | Gagnant             |
| ----- | ------------------- |
| 2000  | Mark Greaves (en)   |
| 2001  | Ian Goodison        |
| 2002  | Gary Alexander (en) |
| 2003  | Stuart Elliott      |
| 2004  | Damien Delaney      |
| 2005  | Stuart Elliott      |
| 2006  | Boaz Myhill         |
| 2007  | Andy Dawson         |
| 2008  | Michael Turner      |
| 2009  | Michael Turner      |

| Année | Gagnant            |
| ----- | ------------------ |
| 2010  | Stephen Hunt       |
| 2011  | Anthony Gerrard    |
| 2012  | Robert Koren       |
| 2013  | Ahmed el-Mohammadi |
| 2014  | Curtis Davies      |
| 2015  | Michael Dawson     |
| 2016  | Abel Hernández     |
| 2017  | Sam Clucas         |
| 2018  | Jarrod Bowen       |
| 2019  | Jarrod Bowen       |

| Année | Gagnant            |
| ----- | ------------------ |
| 2020  | non attribué       |
| 2021  | George Honeyman    |
| 2022  | Keane Lewis-Potter |
| 2023  | Regan Slater       |
| 2024  |                    |

Autres joueurs emblématiques
- Dean Windass
- Mark Hateley
- Michael Bridges
- Chris Hargreaves (en)
- Michael Turner
- Nick Barmby
- Boaz Myhill
- Roy Carroll
- Alan Fettis
- Kevin Kilbane
- Dally Duncan
- Bernard Mendy
- Geovanni
- Eldin Jakupović
- Daniel Cousin
- Jay-Jay Okocha
- Tijani Belaïd

## Structures du club

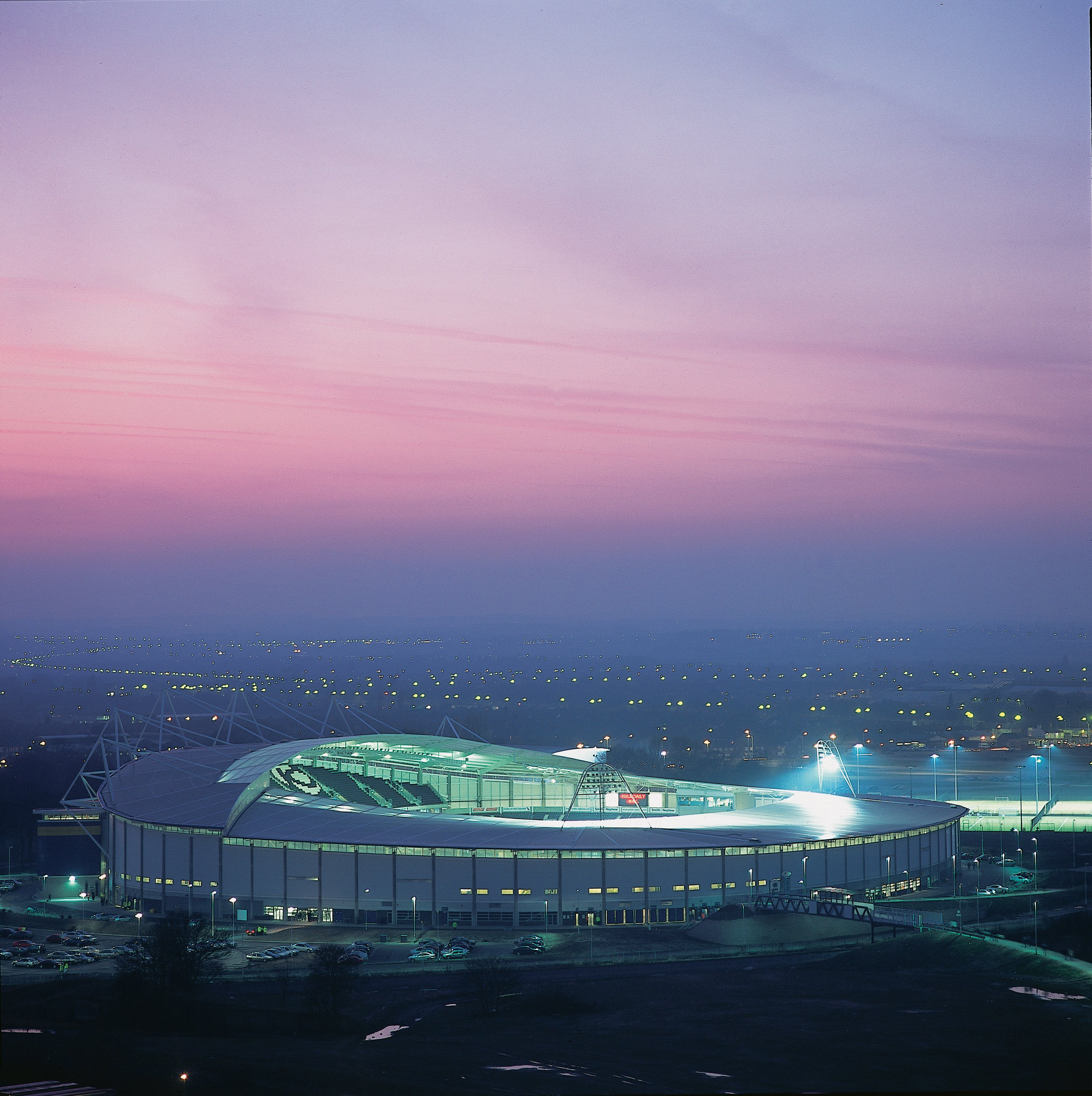
The Kingston Communication Stadium, à Kingston-upon-Hull.

### Stade
Hull City joue au MKM Stadium, le stade compte 25 586 places, il a été construit en 2002. Le club de rugby à XIII Hull Football Club est également résident dans ce stade.

### Sponsors et équipementiers
Depuis la saison 2014-2015 l'équipementier du club est Umbro.
De 2016 à 2020 le sponsor est SportPesa. Le sponsor actuel est Giacom.